# Träskholm (öst Brändö, Åland)
Träskholm är en ö i Åland (Finland). Den ligger i Skärgårdshavet och i kommunen Brändö i landskapet Åland, i den sydvästra delen av landet. Ön ligger omkring 73 kilometer nordöst om Mariehamn och omkring 210 kilometer väster om Helsingfors.
Öns area är 34,2 hektar och dess största längd är 0,9 kilometer i öst-västlig riktning. Ön höjer sig omkring 10 meter över havsytan.